# Escola Estadual Romão Puiggari
A Escola Estadual Romão Puiggari fica localizada no bairro do Brás, zona leste da cidade de São Paulo, próxima à estação com o mesmo nome. Antes de ser conhecido pela nomenclatura que apresenta nos dias atuais, o local já possuiu dois nomes: inicialmente, foi chamado de Primeiro Grupo Escolar do Brás, passando depois a receber a alcunha de Grupo Escolar Romão Puiggari, em homenagem a um dos diretores que comandou a instituição.
Inaugurada em 1898, a instituição faz parte de um conjunto de escolas que refletem o contexto histórico e as intenções do governo vigente na época da Primeira República. É uma das escolas públicas mais antigas do Estado de São Paulo
Pelo seu significado histórico e cultural, além da sua importância no âmbito educacional, a escola foi tombada em 2002, tornando-se um patrimônio da cidade de São Paulo.

## História
Em 1895, as autoridades começaram a discutir a construção de um novo prédio para a escola, pois o imóvel anterior já não era capaz de atender de maneira eficaz cada vez maior o número de alunos. Assim, o bairro dava grandes passos para a industrialização e imigrantes adotavam o Brás para viver. Desta maneira, o então responsável presidente do governo do estado de São Paulo, Bernardino José de Campos Júnior determinou a construção da nova escola, no ínicio de 1898.O projeto arquitetônico foi desenvolvido por Ramos de Azevedo, e a construção dirigida pelo engenheiro Dr. Pedro de Mello e Souza Júnior, totalizando 4.725 metros quadrados.
O ano de inauguração foi o de 1898, sendo que no dia 2 de agosto a obra foi entregue ao governo. No dia 8 de agosto, após um decreto, foi fundado oficialmente o Primeiro Grupo Escolar do Brás.
A instalação aconteceu em 15 de agosto de 1898, já contando com 1031 alunos, que moravam, em grande parte, no próprio Brás. Desse modo, não demorou muito para que a instituição se transformasse em uma das mais significativas da capital paulista. O primeiro diretor do grupo foi o professor Mário Arantes, sendo substituído por Francisco Pinto e Silva pouco tempo depois.
Em 1926, ocorreu um incêndio na instituição que resultou em uma grande reforma em sua estrutura, porém, a arquitetura original fr Ramos de Azevedo foi mantida.

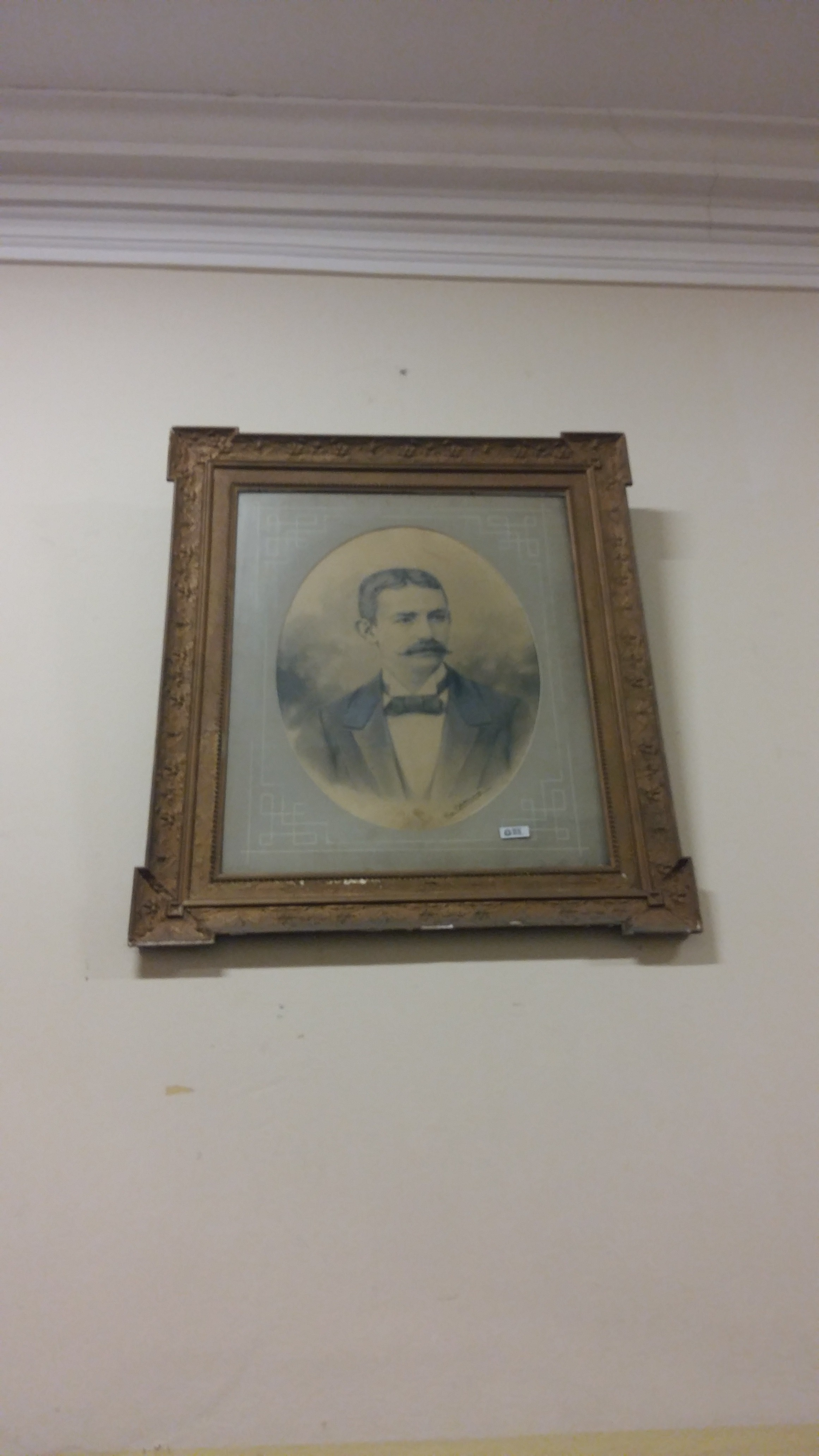
No quadro, retrato de Romão Puiggari, que dá nome à escola.

### Romão Puiggari
Romão Puiggari, que dá nome à escola, atuou como diretor da instituição durante dois anos. Nasceu como Ramón Puiggari Sola na cidade de Vigo, na Espanha, no dia 8 de abril de 1865. Quando tinha doze anos mudou-se para o Brasil, onde morou em várias localidades do interior, até se fixar na capital de São Paulo. Trabalhou como caixeiro para poder iniciar seus estudos em Barcelona, formou-se professor em solo brasileiro, tendo seu primeiro emprego como docente na cidade de Mogi Mirim, no interior paulista. Além de professor, Romão Puiggari também foi prosador e poeta;
Em 8 de fevereiro de 1895 foi nomeado para ser professor da Escola Normal Modelo Caetano de Campos. Sucessivamente foi diretor do Grupo Escolar do Brás durante dois anos.
Puiggari morreu jovem, com apenas 39 anos de idade, no dia 5 de dezembro de 1904. A notícia do falecimento foi publicada pelo periódico Correio Paulistano no dia seguinte da morte, na seção “Necrologia”. A nota de exaltou a carreira de Romão, que, além de professor, era poeta e prosador, e ainda deu informações sobre o enterro do finado.
| “                           | Após longa e pertinaz enfermidade, falleceu hontem, neste capital, às 7 e meia horas da manhã, o Sr. Romão Puiggary, estimado director do 1º grupo escolar do Braz. O finado professor em todos os cargos que lhe foram confiados teve occasião de revelar-se um provecto educador e grande conhecedor da pedagogia escolar. Dedicando-se às letras salientou-se como prosador e como poeta, escrevendo também vários livros didacticos, em que revelou a sua competência em matéria de instrucção publica. O seu enterro realiza-se hoje, às 8 horas da manhã, sendo o corpo transportado a mão da rua Maria Antonia n. 59 para o cemitério da Consolação | ” |
| — Jornal Correio Paulistano | |   |

### Passagem subterrânea

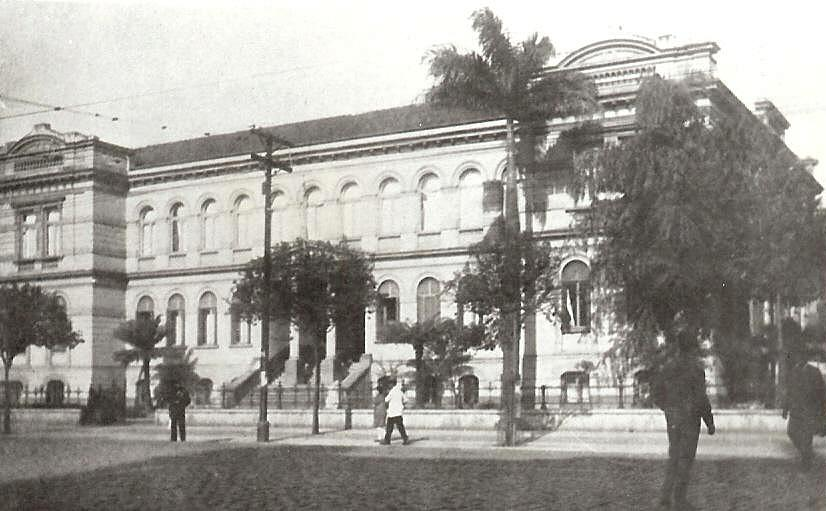
Foto da instituição, datada de 1929

Outra peculiaridade que fazia parte do dia-a-dia da escola era uma passagem subterrânea localizada na calçada da fachada da instituição. O intenso trânsito, ainda que na década de 1930, dificultava a vida dos pedestres que desejavam atravessar a Avenida Rangel Pestana, uma das vias mais movimentadas de São Paulo no início do século XX. Por isso, no dia 24 de setembro de 1938, foi inaugurada a passagem subterrânea ligando os dois lados da via. Apesar de não ter sido adotada em massa, por conta da praticidade de atravessar a via por cima, a passagem reduziu muito o número de acidentes na avenida.
Apesar de funcionar bem durante o período da manhã e da tarde, a segurança não se mantinha durante a noite, e diversos casos de assaltos, bem como de pessoas que usavam o local para outro fim que não fosse o de simplesmente chegar ao outro lado da avenida, tornaram-se recorrentes. Dessa maneira, a prefeitura da cidade de São Paulo optou por fechar a passagem na década de 1960, cimentando as duas entradas.

## Arquitetura
No âmbito arquitetônico, a Escola Estadual Romão Puiggari tem base neoclássica, influenciada estilisticamente pelo ecletismo. Com dois andares e um porão, o local possui dois pilares na escadaria que dá acesso às portas principais do prédio. Além disso, as laterais da estrutura são localizadas mais à frente do que a parte central, compondo um conceito de fachada comum nas escolas da época. Apresenta um alto número de janelas, distribuídas pelos dois andares da construção, que conta com salas de aula bem distribuídas ao longo dos eixos, o que compõe o esquema de circulação. Portanto, a planta desenhada por Ramos de Azevedo apresenta característica simétrica.

## Significado histórico
O motivo da construção se entrelaça com o contexto histórico da época. Com a instauração da República em 1889, passou a ser responsabilidade de o Estado brasileiro prover educação básica à população. Assim, no período entre 1890 e 1930, conhecido como Primeira República ou República Velha, ficou marcada a construção de inúmeras instalações voltadas para o ensino, que antes se localizavam apenas em prédio ocupados, passando a serem desenvolvidos edifícios especialmente para este propósito. No estado de São Paulo não foi diferente, e diversas escolas, muitas delas tombadas, são datadas desta época, tanto na capital quanto no interior.
Além disso, alguns ex-alunos fizeram sucesso no âmbito do cenário cultural brasileiro. Nomes como o jornalista Heródoto Barbeiro e os cantores Nélson Gonçalves, Zizi Possi e Isaurinha Garcia são alguns exemplos de estudantes ilustres que passaram pelas salas de aula da escola.

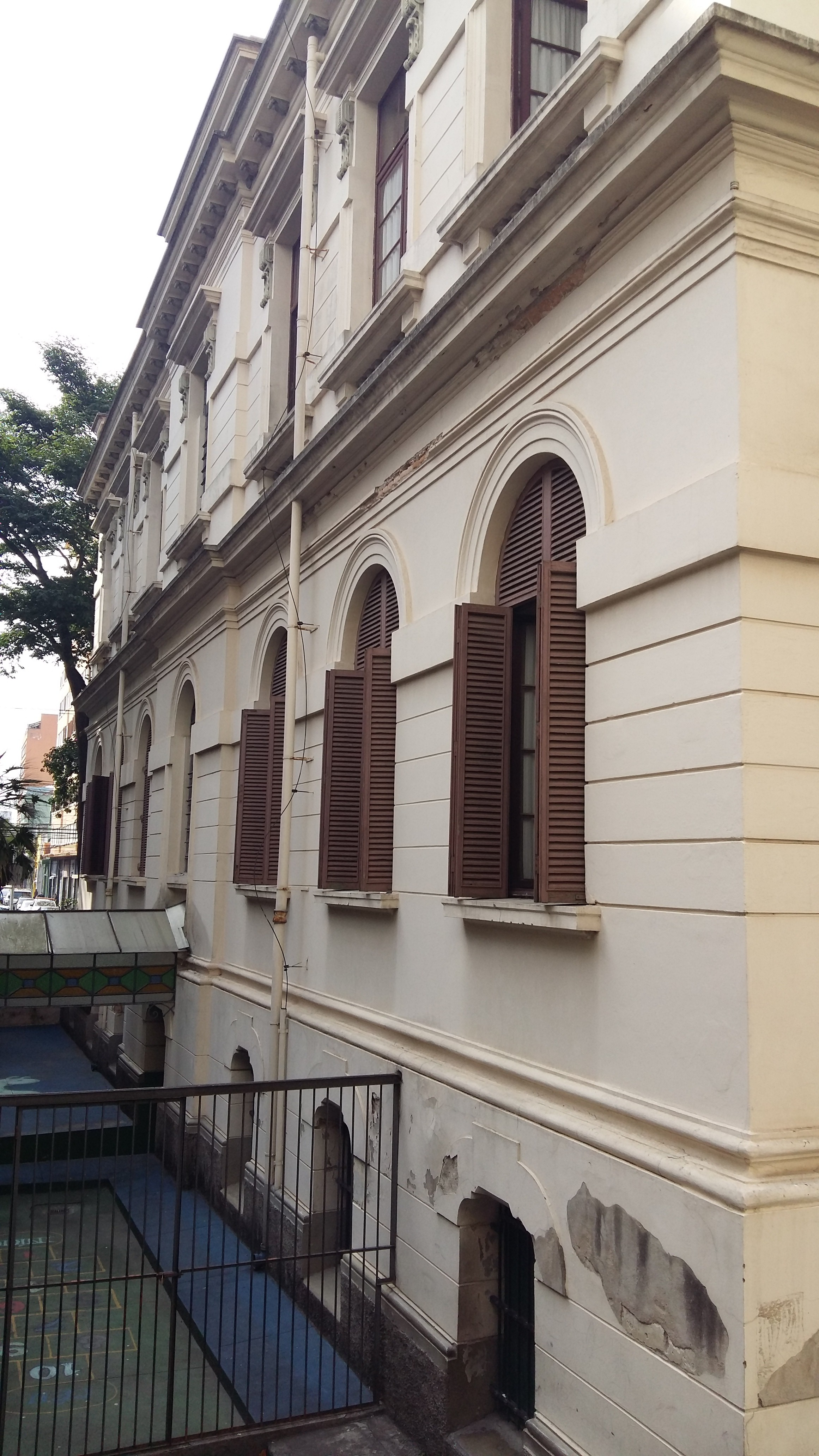
Lateral da Escola Estadual Romão Puiggari.

### Tombamento
O tombamento da Escola Estadual Romão Puiggari foi aprovado no dia 29 de julho de 2002, após sessão ordinária do Egrégio Colegiado do CONDEPHAAT (Conselho de Defesa do Patrimônio Histórico, Arqueológico, Artístico e Turístico do Estado), e comprovado em documento oficial no dia 20 de fevereiro de 2003. A escola teve grande revelancia na evolução do ensino em São Paulo, assim como grande valor arquitetoncio, fatores que contriubuiram em seu tombamento.
O processo referente ao tombamento da instituição é o de número 24.929/86, que previa o “Estudo de tombamento de 162 escolas no estado de São Paulo”. As instituições foram selecionadas a partir de um estudo realizado pela Secretaria de Estado da Cultura denominado “Projeto memória escolar: Arquitetura/História.
O intuito é tentar preservar e manter as construções para o futuro, uma vez que representam parte significativa da história, já que as escolas eram consideradas como “cartões de visita” da República, que buscava o progresso. Além disso, entender como o estado de São Paulo, de maneira geral, empenhou-se para que os locais destinados ao ensino fossem mais adequados à prática escolar.
Após o tombamento, a Escola Estadual Romão Puiggari tem sua preservação garantida no Decreto Estadual 13.426, em vigor desde 16 de março de 1979, através dos artigos 142 e 146. Aquele que desrespeitar a ordem será enquadrado no artigo 63 da Lei Federal 9.605. Além disso, qualquer tentativa de alteração, modificação ou reforma precisa ter o aval do CONDEPHAAT para ser realizada.

## Estado atual
Atualmente, a Escola Estadual Romão Puiggari atende mais de 700 alunos, que integram o Ciclo 1 do Ensino Fundamental, distribuídos em 25 turmas, além de conter mais 5 para deficientes. A instituição, além de estudantes nascidos no Brasil, também é conhecida por receber inúmeros imigrantes, vindos das mais diversas partes do mundo. A localização na região central da cidade de São Paulo e a gratuidade na mensalidade, uma vez que é uma instituição pública, contribuem para este fato.
Além das inúmeras salas de aula, a escola ainda conta com biblioteca, refeitório, cozinha, quadra, pátio e salas de leitura, de informática, de vídeo e dos professores. Apesar de a estrutura arquitetônica externa ser condizente com o projeto arquitetônico, o interior não mantém as estruturas de sua construção original. Ainda que parte do ladrinho do piso e algumas portas, como as do acesso principal à escola, sejam os mesmos de sua fundação, uma grande reforma foi feita no local em 1926, em decorrência de um incêndio. Assim, parte da estrutura e muitos registros foram comprometidos e jamais recuperados.
O muro que revela o final da instituição delimita vizinhança com a Fundação CASA. A escola, inclusive, é vinculada com a instituição, compartilhando professores para o ensino de crianças e adolescentes que integram o local.

## Galeria

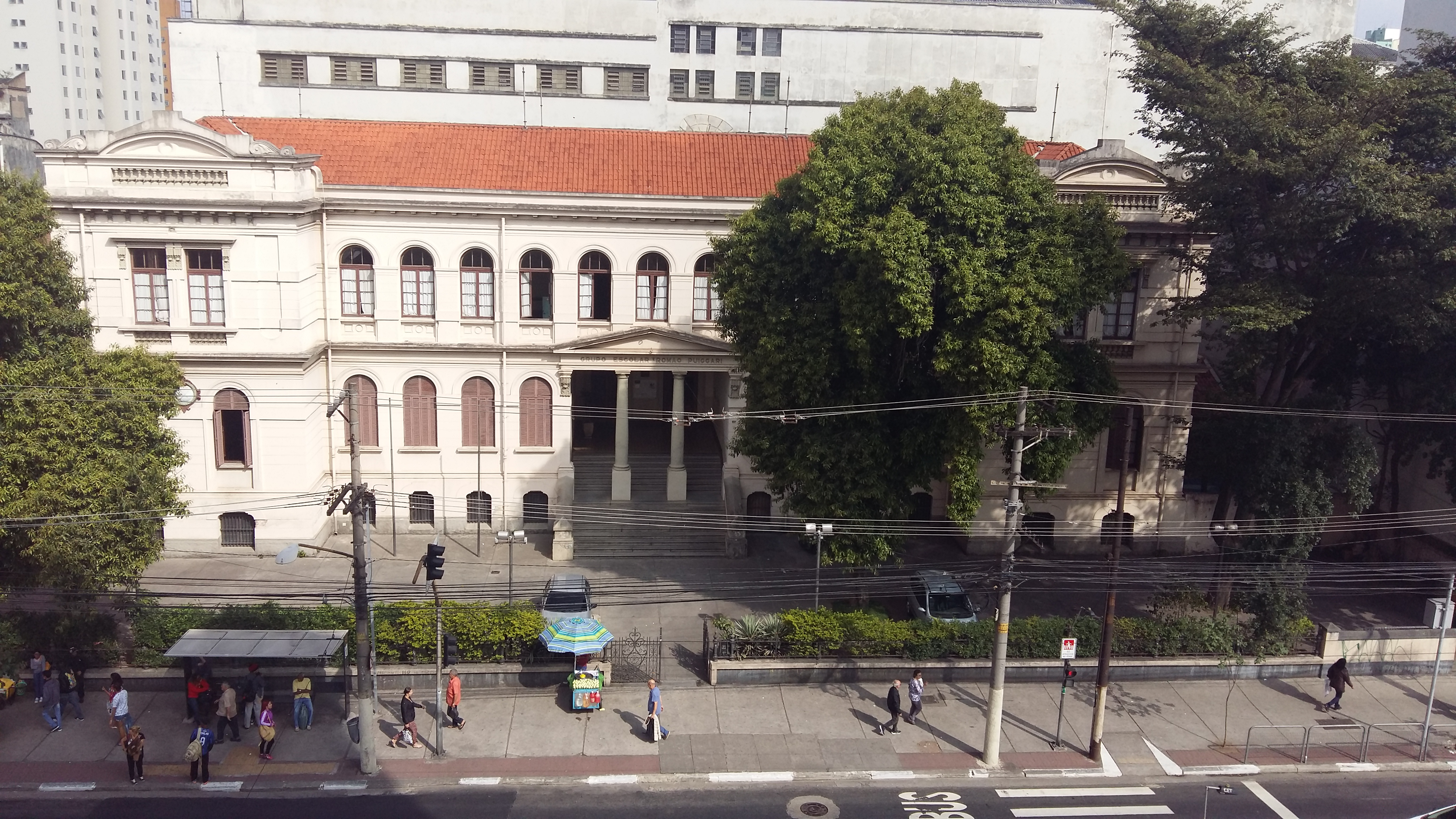
Vista principal da Escola Estadual Romão Puiggari
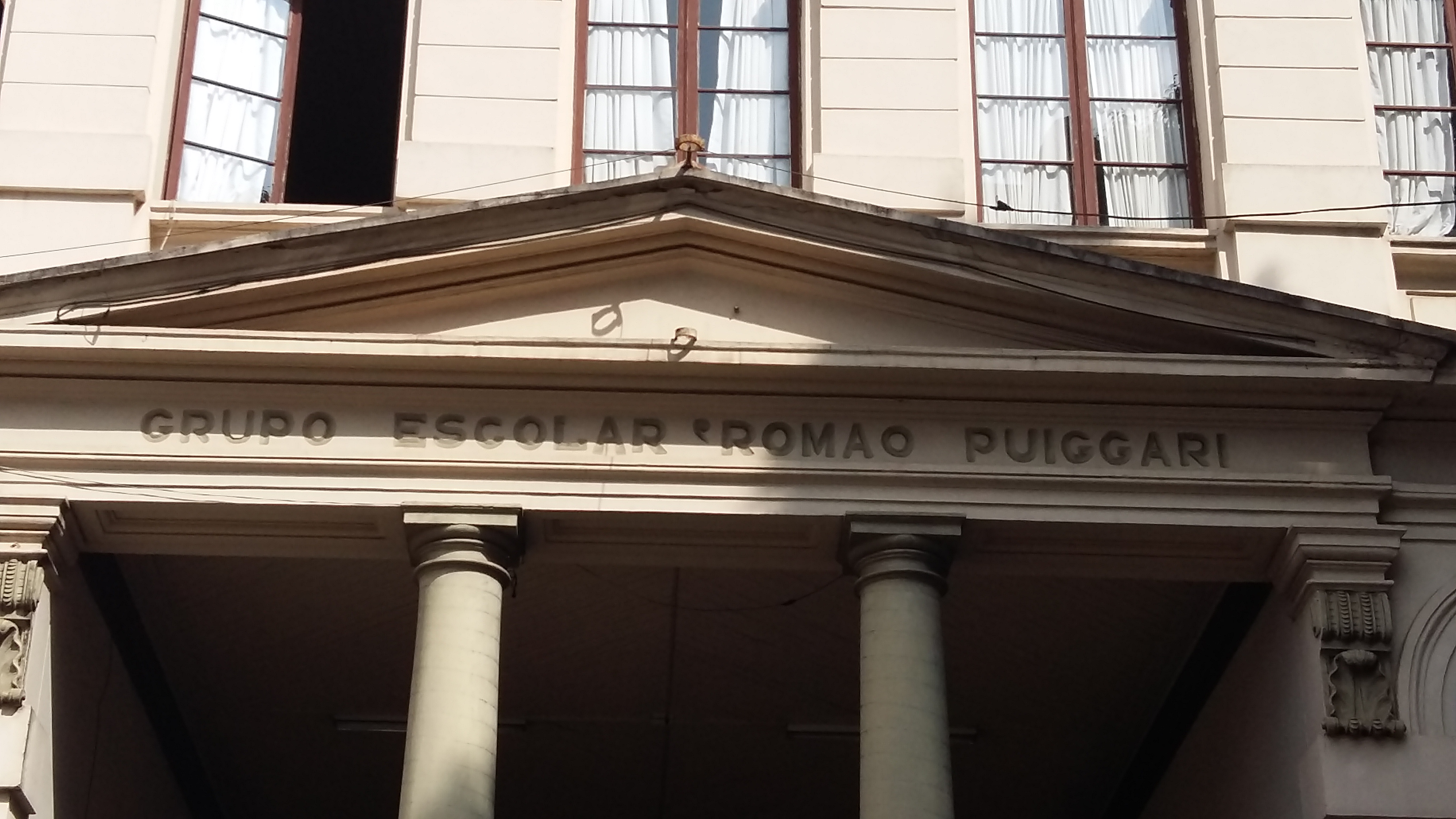
Letreiro que identifica a Escola Estadual Romão Puiggari
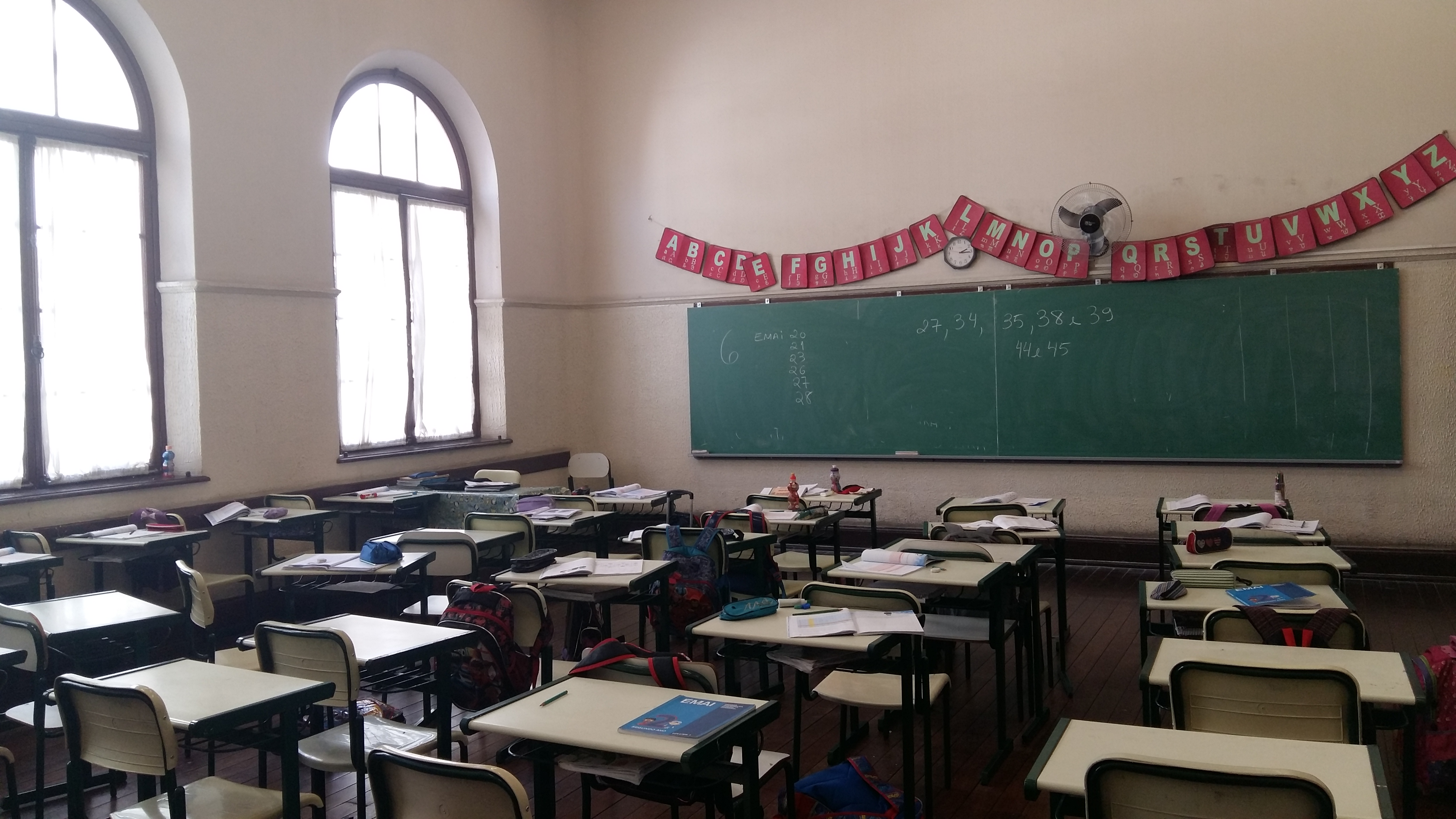
Sala de aula da Escola Estadual Romão Puiggari
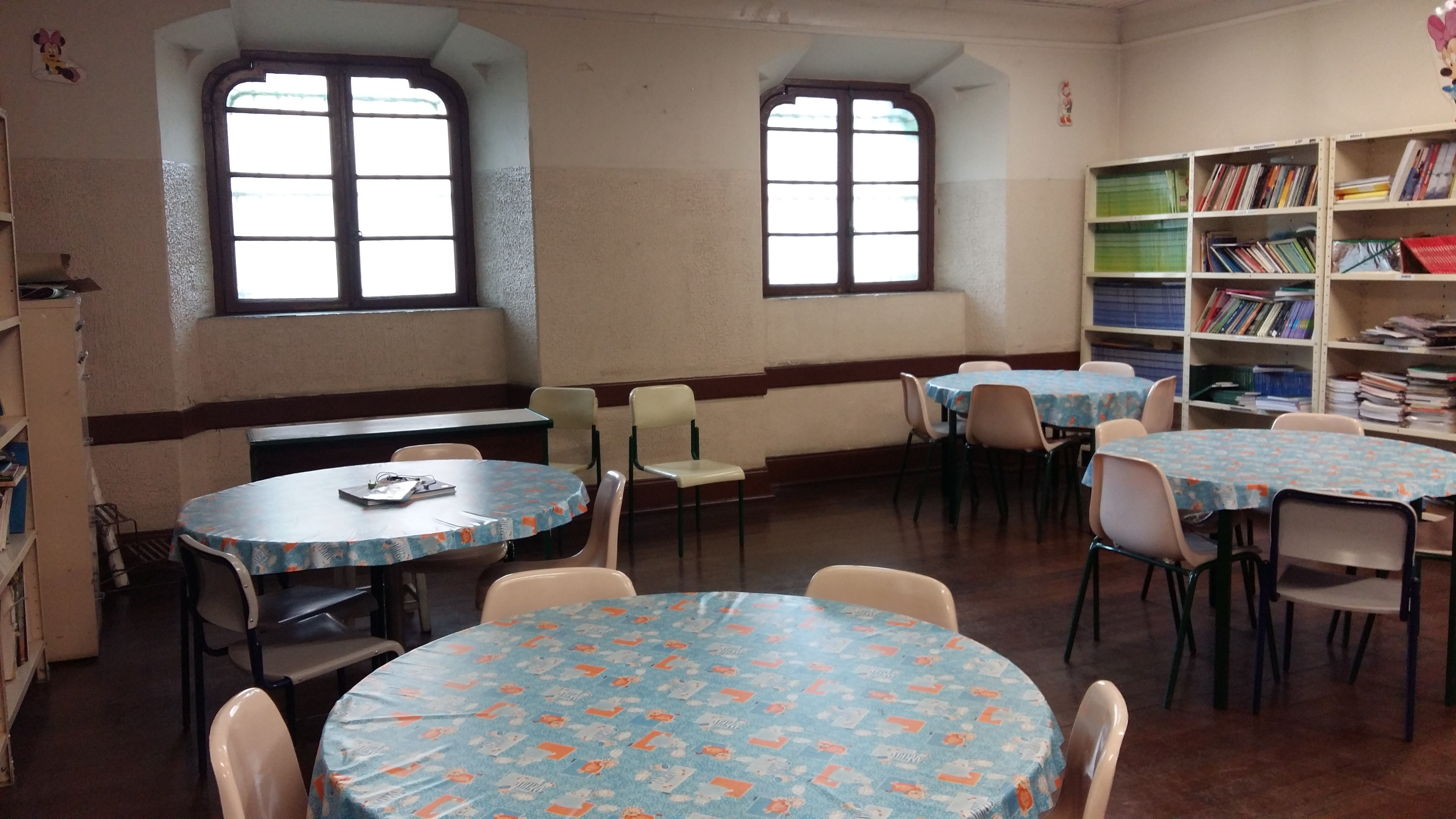
Biblioteca da Escola Estadual Romão Puiggari
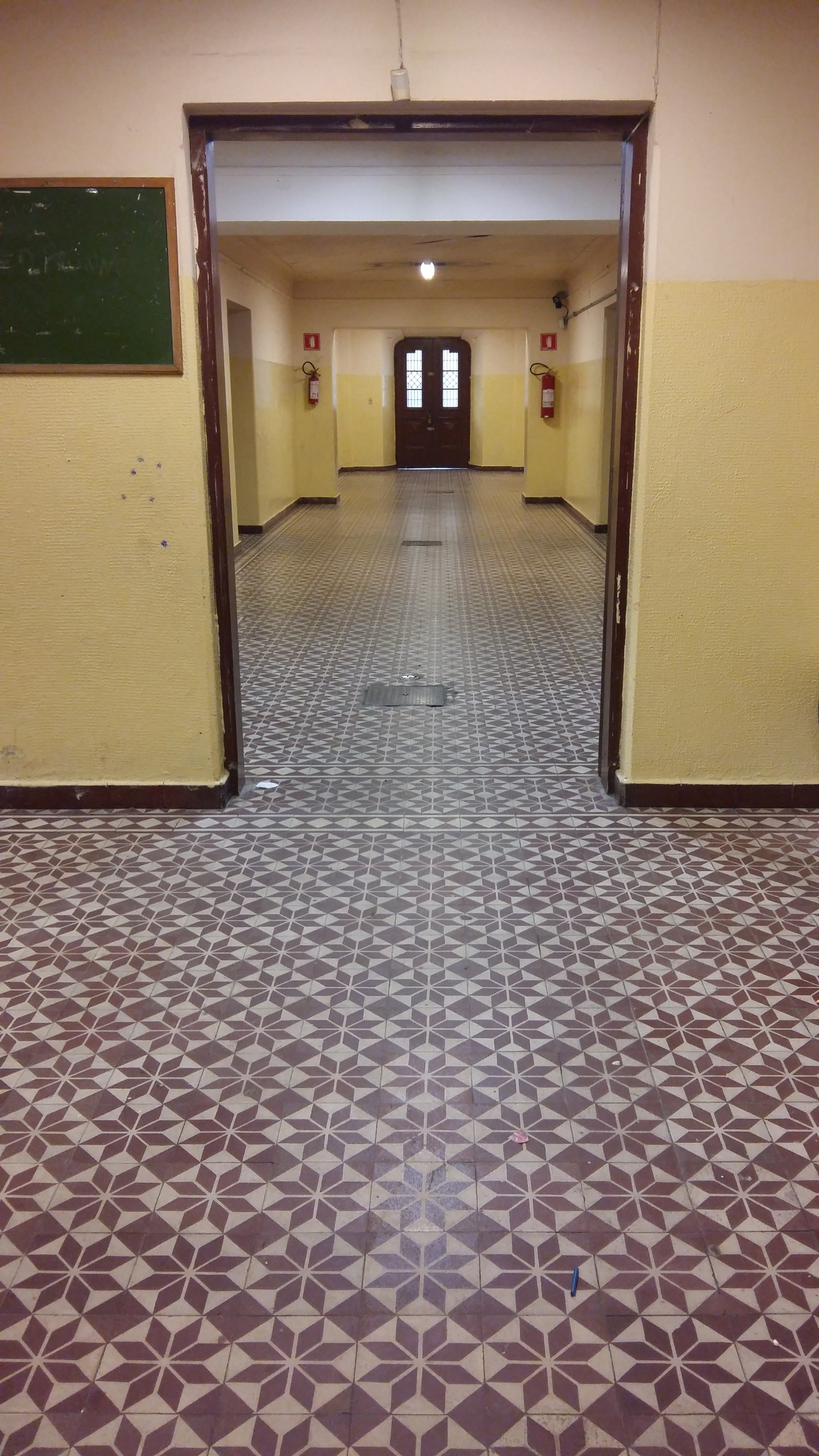
Corredor que dá acesso às salas de aula na Escola Estadual Romão Puiggari
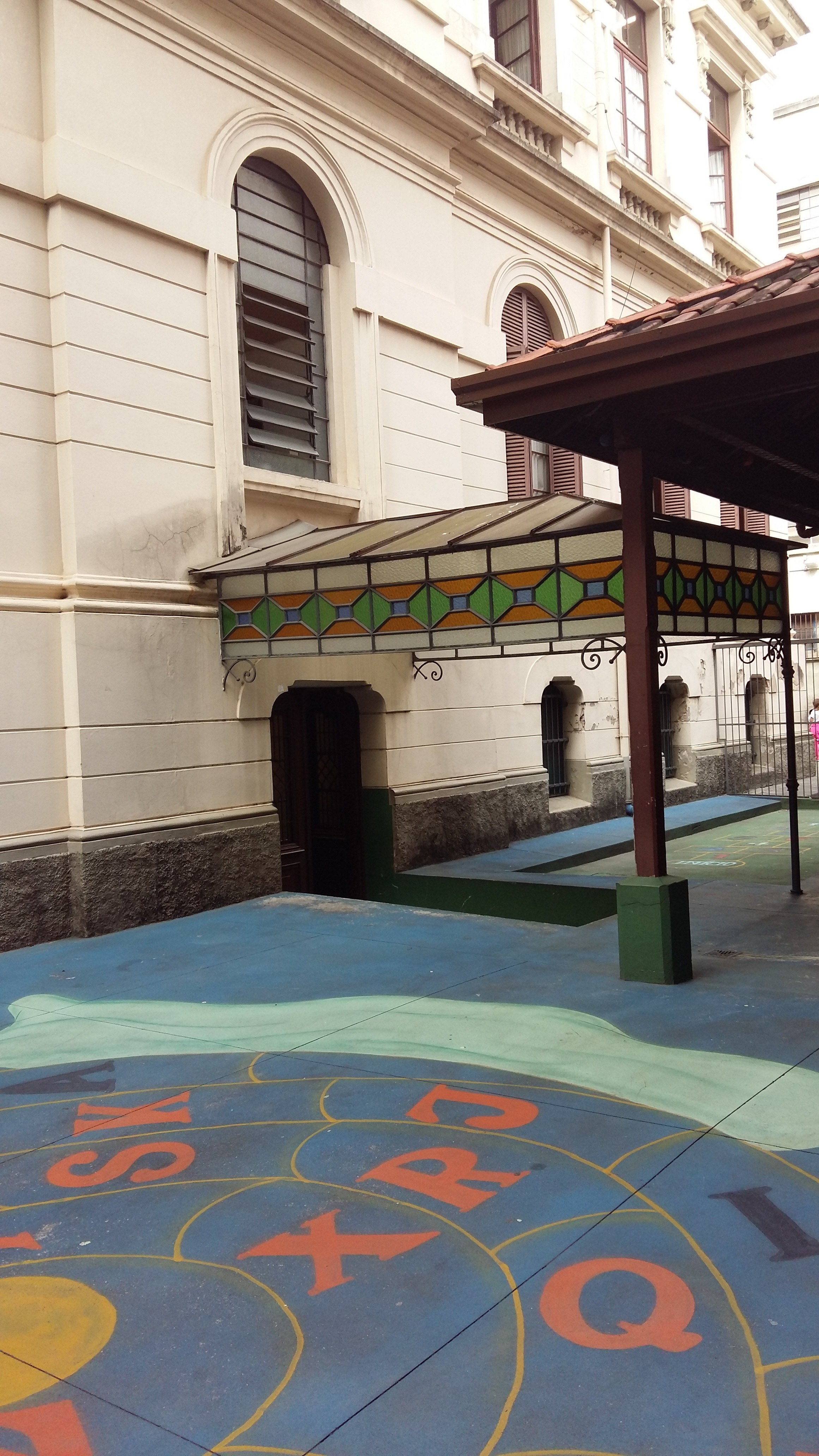
Uma das áreas externas da Escola Estadual Romão Puiggari
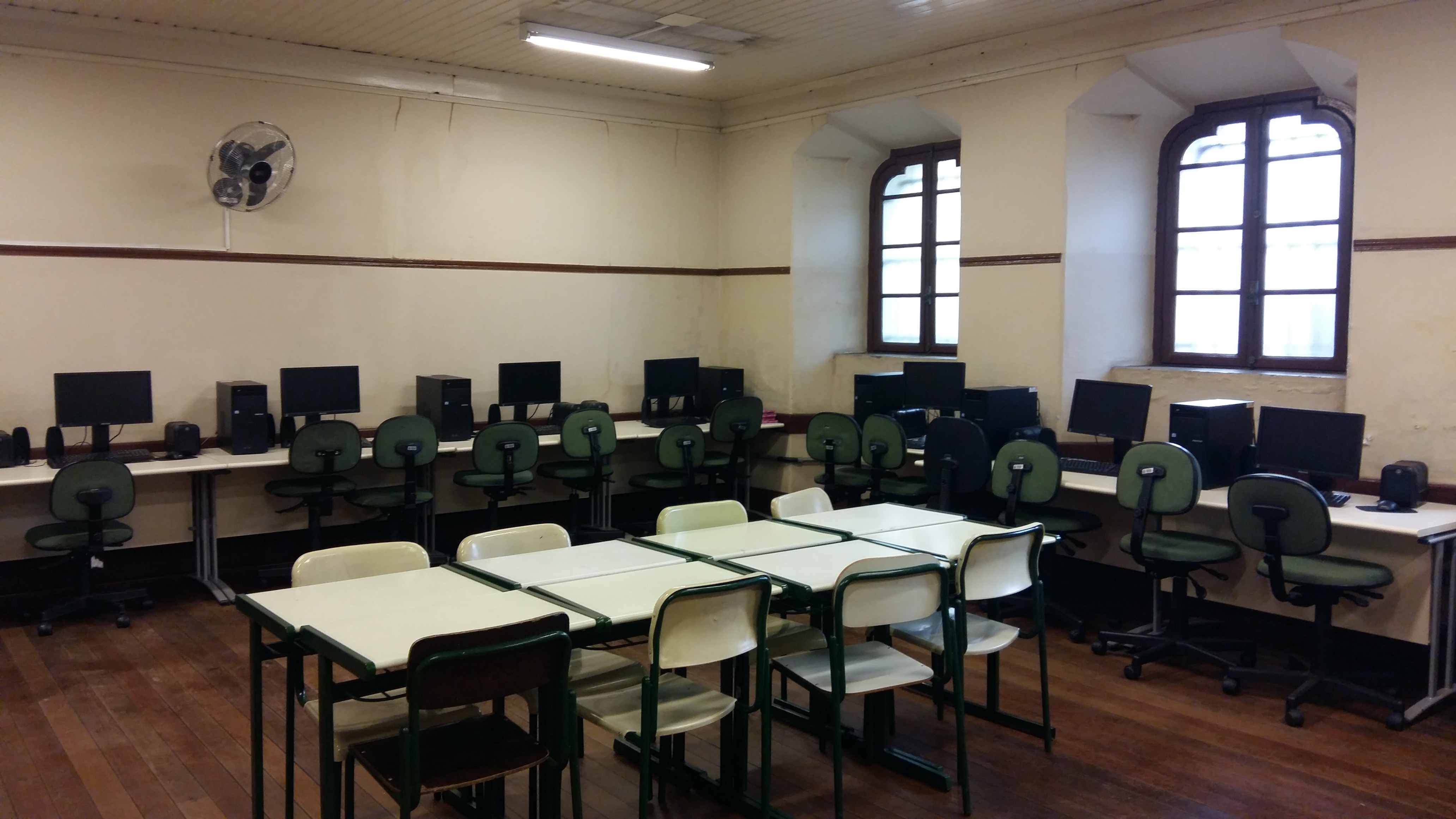
Sala de informática da Escola Estadual Romão Puiggari